# Петър Говедаров
Петър Говедаров, наречен Говедарчето и Искра, е български революционер, деец на Вътрешната македоно-одринска революционна организация и на Вътрешната македоно-одринска революционна организация.

## Биография
Роден е през 1883 година в Самоков. Влиза във ВМОРО и става привърженик на санданистите, като е четник на Яне Сандански. През октомври 1912 година по време на Балканската война е избран за помощник на кмета Георги Коцев в първата българска управа на Мелник и се установява да живее в града.
През 1920 год. участва в дейността на митницата Попови ливади в Пирин. Целта е да се набират средства за дейността на организацията. Всички търговци са плащали мита, като най-важни са били приходите от дървен материал и животни за Гърция, тютюн и вино. Освен Петър Говедаров участват и Георги Хазнатарски, Никола Хаджиев, Гоце Манолев, Динчо Балкански, Тома Радовски, Димитър Чегански, Илия Которкин и Кирил Лерински.
След Първата световна война е председател на Мелнишкия околийски комитет на ВМРО. Близък е до Алеко Василев. Делегат е на Серския конгрес на ВМРО на 1-2 септември 1924 година от Мелнишка околия, на който е избран за запасен член на Окръжния революционен комитет и за делегат на Общия конгрес на организацията.
Убит е по време на Горноджумайските събития през септември 1924 година по обвинение, че е участвал в заговора за убийството на Тодор Александров.
Иван Михайлов разказва за Серския конгрес и вечерта преди да разбере за убийството на Тодор Александров, публикувано във вестник „Илинден“, г. ІV, бр. 15, 14 ноември 1924 година:
„Говедарчето ни разправяше по пътя, че конгреса е почти привършил работата си, чакали нас и утре вероятно всичко щяло да бъде готово; тая вечер сме щели да спим в Сугарево, където из разните махали били разквартирувани всичките делегати; ако имало време още тая вечер щели сме да отидем при Тодора и Протогерова, ако ли бъде късно, то утре рано. Стигнахме почти в мрак. Заведоха ни отначало в една къщурка, където се бяха събрали мнозина. Там видяхме Гоце Манолев, който с Говедарчето бе станал голям приятел на Алековци; видях войводата Гогата Полски (Хазнатарски) от серското село Хазнатар, там бе и Георги Пенков  от Градево, Горнаджумайско.“